# Carex mertensii
Carex mertensii är en halvgräsart som beskrevs av Gerald Webber Prescott och August Gustav Heinrich von Bongard. Enligt Catalogue of Life ingår Carex mertensii i släktet starrar och familjen halvgräs, men enligt Dyntaxa är tillhörigheten istället släktet starrar och familjen halvgräs. Arten förekommer tillfälligt i Sverige, men reproducerar sig inte.

## Underarter
Arten delas in i följande underarter:
- C. m. mertensii
- C. m. urostachys

## Bildgalleri

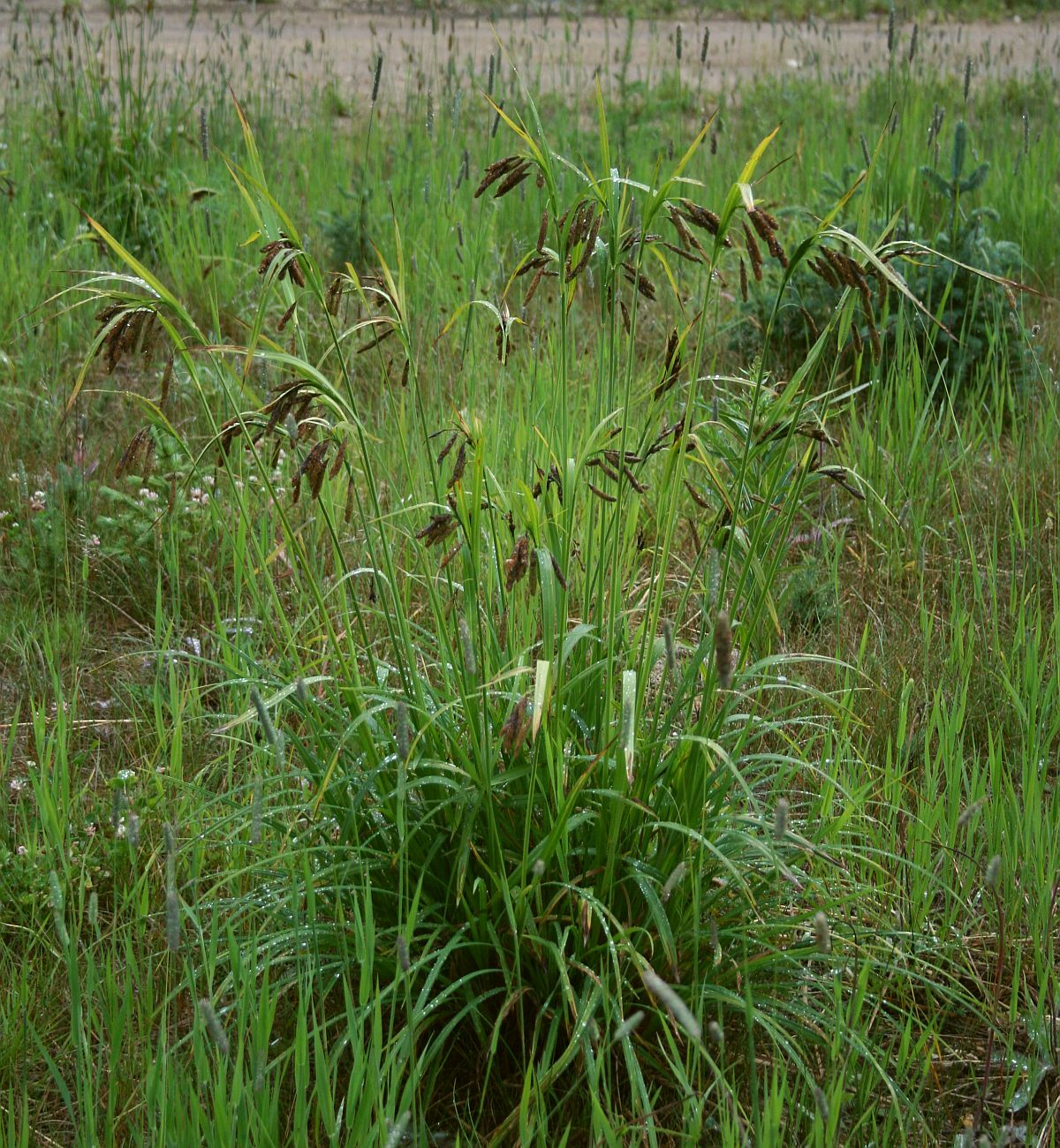
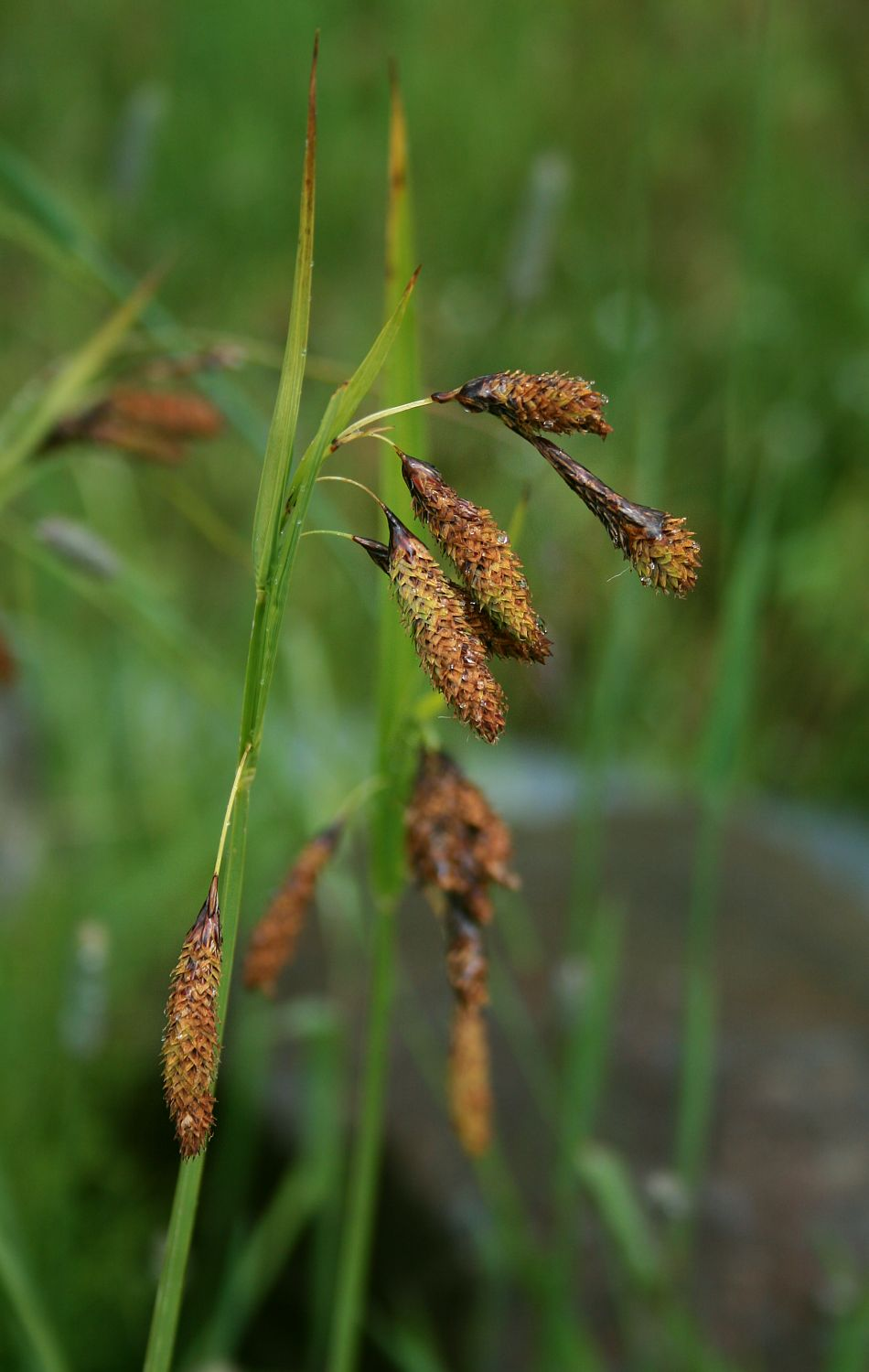
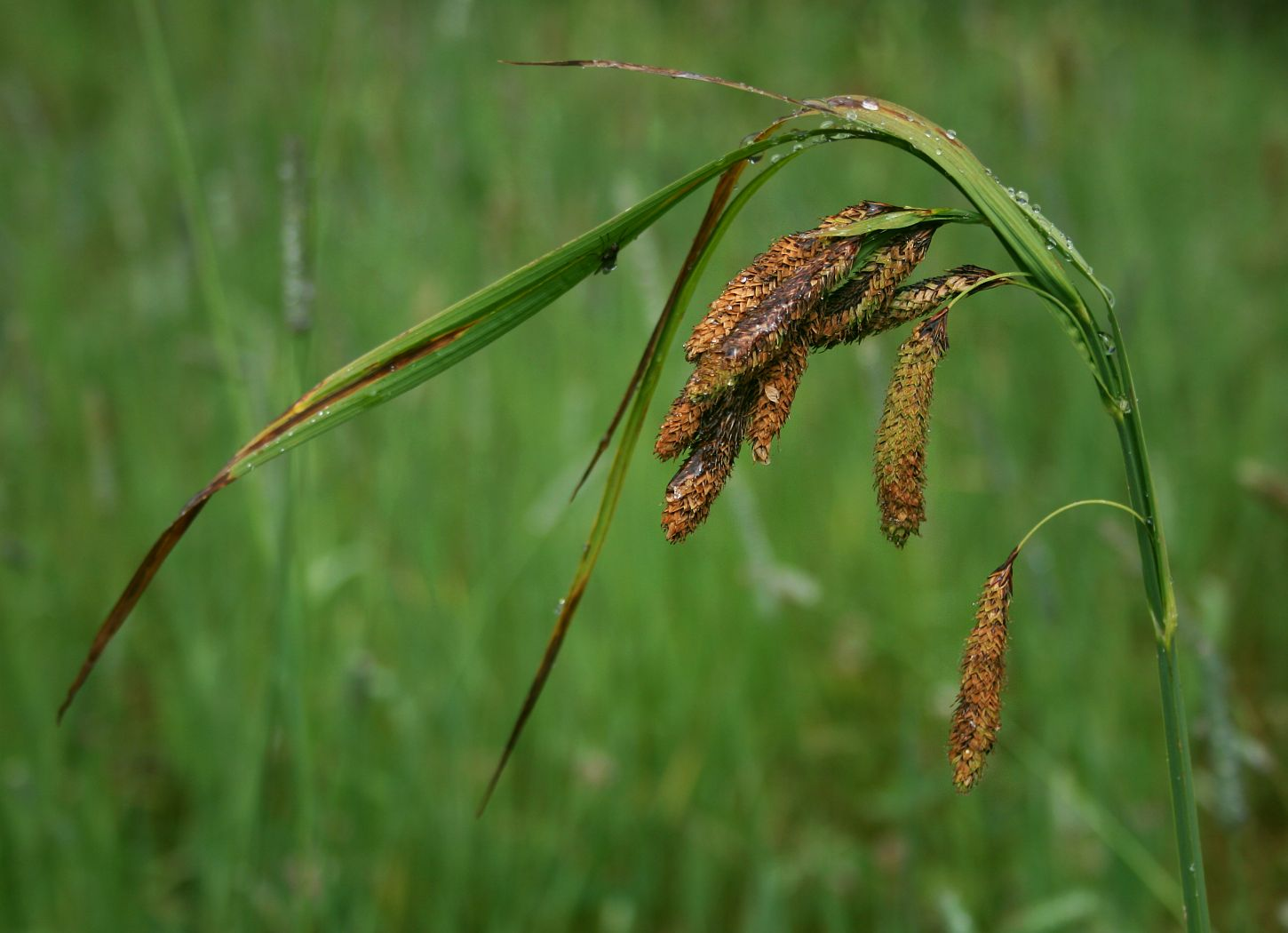